# Hypercompe pellucida
Hypercompe pellucida är en fjärilsart som beskrevs av William Schaus 1892. Hypercompe pellucida ingår i släktet Hypercompe och familjen björnspinnare. Inga underarter finns listade i Catalogue of Life.